# Mijn ridder en ik
Mijn ridder en ik (originele titel: Mon chevalier et moi) is een Frans-Belgische animatieserie gebaseerd op de korte film 850 meters uit 2013.
In 2015 werd begonnen met de productie van deze animatieserie. De serie verscheen in 2016 en verscheen in meer dan honderd landen op televisie.

## Verhaal
Deze televisieserie speelt zich af in de middeleeuwen. Het gaat over de ridder Henri van Oranje, zijn zoon Jimmy de schildknaap en prinses Cat. De ridder is geen held, maar verwart de vijand met een mandoline. De prinses wil een vrouwelijke ridder worden en gaat stiekem met het duo mee op avontuur. Samen nemen ze het onder andere op tegen heksen, draken en cyclopen.